# Smith (motorfiets)

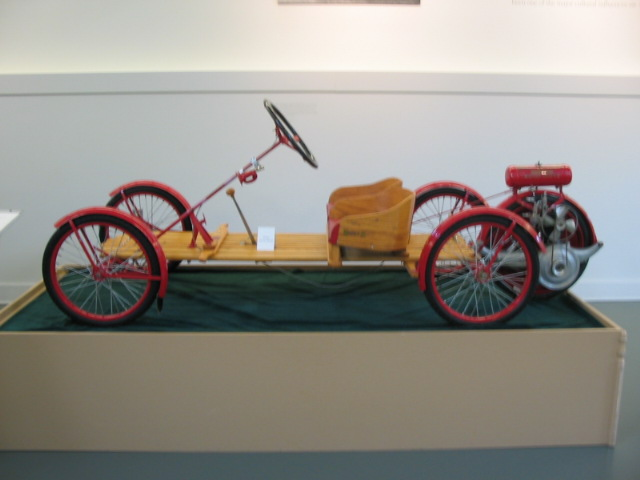
Smith Flyer: een simpele vierwieler met het motorwheel erachter.

Smith is een historisch Amerikaans merk van motorwheels, waarmee men van een fiets een motorfiets kon maken.
De bedrijfsnaam was A.O. Smith Corporation of Milwaukee.
Amerikaans bedrijf dat vanaf 1912 een motorwheel produceerde. Men had de productierechten van A.W. Wall verworven. Dit wiel had een aangebouwd motorblok en tankje en kon naast het achterwiel van een fiets gemonteerd worden.
Dergelijke producten werden ook door Monet-Goyon en Merkel gebouwd en werden ook wel “autowheel” genoemd. De Smith Company werd later overgenomen door Briggs & Stratton, die het motorwheel tot 1924 produceerden en nog jaarlijks bijna een miljoen motortjes voor onder andere grasmaaiers maken.